# Hapigia smerinthoides
Hapigia smerinthoides är en fjärilsart som beskrevs av Druce 1887. Hapigia smerinthoides ingår i släktet Hapigia och familjen tandspinnare. Inga underarter finns listade i Catalogue of Life.